# Edward Kofler
Edward Kofler ( * 16 de noviembre de 1911-22 de abril de 2007) fue un matemático suizo-polaco que hizo importantes contribuciones a la teoría de juegos y la lógica difusa por la elaboración de la teoría de lineal información parcial.

## Biografía
Nació en Brzezany, Polonia (hoy Ucrania) y se graduó como discípulo de, entre otros, Hugo Steinhaus y Stefan Banach, de la Universidad de Leópolis - Polonia (actualmente Ucrania) y la Universidad de Cracovia, donde después haber estudiado la teoría de los juegos.
Después de la graduación en 1939 Kofler regresó a su familia en Kolomya (Polonia) (Kolomea - hoy en Ucrania), donde fue profesor de matemáticas en una escuela secundaria polaca.
Después de la ataque alemán en la ciudad el 1 de junio de 1941 vuela a Kazajistán junto con su esposa. Allí, en Alma-Ata, logra formar una escuela polaca con orfanato en el exilio y trabajó allí como profesor de matemática.
Después de terminada la Segunda Guerra Mundial, regresó a Polonia con el orfanato; acompañado por la esposa y su hijo recién nacido. La familia se estableció en Polonia.
A partir de 1959, acepta la posición de profesor titular de la Universidad de Varsovia, en la facultad de economía.
En 1962 obtuvo un doctorado con su disertación "Decisiones Económicas, la aplicación de Teoría de Juegos". Luego, ese mismo año se convirtió en profesor en la facultad de ciencias sociales en la misma universidad, con especialización en econometría.
En 1969 emigró a Zúrich, Suiza, donde fue empleada en el Instituto de Investigación Empírica en Economía en la Universidad de Zúrich y asesor científico de la Fundación Nacional Suiza de la Ciencia (alemán: Schweizerische Nationalfonds zur Förderung der wissenschaftlichen Forschung). En Zúrich, en 1970, desarrolló su Kofler lineal información parcial (LPI), la teoría que permite cualificada decisiones que se hacen sobre la base de la lógica difusa (inglés: fuzzy) o incompleta información a priori.
Kofler fue profesor visitante en la Universidad de San Petersburgo (ex Leningrado - Rusia), de la Universidad de Heidelberg (Alemania), la Universidad McMaster (Hamilton (Ontario), Canadá) y la Universidad de Leeds (Inglaterra). Colaboró con muchos bien conocidos especialistas en la teoría de la información, como Oskar Lange en Polonia, Nicolai Vorobiev en la Unión Soviética, Günter Menges en Alemania, y Heidi Schelbert y Peter Zweifel en Zúrich, Suiza. Fue el autor de numerosos libros y artículos. Falleció en Zúrich.